# Княгиня Лиговская
«Княги́ня Ли́говска́я» — незавершённый социально-психологический роман с элементами светской повести, начатый Михаилом Лермонтовым в 1836 году. Работа над произведением, в котором отразились личные переживания автора, прервалась в 1837 году. Интрига романа развивается в нескольких направлениях: одно из них строится вокруг встречи главного героя — офицера Григория Печорина — с былой возлюбленной Верой Дмитриевной Лиговской; другое посвящено его конфликту с небогатым чиновником одного из петербургских департаментов Красинским. Отдельная сюжетная линия связана со взаимоотношениями Печорина и Лизаветы Николаевны Негуровой.
В рукописи зафиксированы автографы не только Лермонтова, но и литератора Святослава Раевского, принимавшего участие в создании отдельных глав, а также троюродного брата поэта — Акима Шан-Гирея. Произведение знаменует собой постепенный переход автора от романтического максимализма к реалистическим художественным принципам. Некоторые идеи и замыслы, начатые в «Княгине Лиговской», впоследствии воплотились в «Герое нашего времени».
При жизни Лермонтова роман ни разу не публиковался. Впервые напечатан историком литературы Павлом Висковатовым в журнале «Русский вестник» (1882, том 157, № 1).

## Сюжет
Действие романа начинается 21 декабря 1833 года в Петербурге. Молодого чиновника, двигавшегося из департамента по Вознесенской улице, сбил гнедой рысак. Попытки извозчиков догнать нарушителя успехом не увенчались.
Пока чиновник, отброшенный на тротуар, приходил в себя, нарушитель порядка добрался до богатого подъезда. Из повозки вышел 23-летний офицер Григорий Александрович Печорин. В Петербурге он, коренной москвич, поселился сравнительно недавно; за его плечами были учёба в университете, служба в гусарском полку и юношеская влюблённость в Верочку Р., которая, выйдя замуж за немолодого князя Степана Степановича, обрела новую фамилию — Лиговская.
Отправившись в тот же вечер в Александринский театр, Печорин встретил там семью Негуровых, за дочерью которых, Елизаветой Николаевной, он начал ухаживать после переезда в Петербург, однако затем стал избегать её. В трактире у театра Печорин встретил сбитого им чиновника, который, узнав своего обидчика, потребовал от офицера раскаяния. Печорин в ответ невозмутимо предложил решить вопрос с помощью дуэли, однако Красинский отказался, ссылаясь на пожилую мать.
Спустя некоторое время мать Печорина, Татьяна Петровна, устроила обед для нескольких знакомых; в числе приглашённых были Лиговские. Для Веры Дмитриевны пребывание в доме Печориных оказалось мучительным: Григорий Александрович изводил её намёками, заставлял вспоминать былое и в итоге довёл до слёз. Во время обеда выяснилось, что князь Лиговской втянут в некую долгоиграющую тяжбу, которую разбирает сотрудник департамента государственного имущества Красинский. Хозяин дома пообещал отыскать нужного чиновника.
Назавтра, узнав адрес Красинского, Печорин отправился к нему на квартиру. В крошечной гостиной его встретила старушка. Чуть позже появился её сын, в котором Григорий Александрович узнал пешехода, сбитого им на Вознесенской улице. Встреча была краткой и прохладной, однако уже на следующий день Красинский прибыл к Лиговским и произвёл приятное впечатление на княгиню.
Через два дня баронесса Р. давала бал, на который съехалось много господ со звёздами и крестами. Для Печорина это мероприятие оказалось тяжким испытанием: он встретил там Елизавету Николаевну, внимание которой стало утомительным, и Веру Дмитриевну, едва ответившую на его поклон. Кроме того, Елизавета Николаевна и Вера Дмитриевна оказываются давними подругами, и Печорин опасается, что они могут рассказать друг другу о нём что-то нежелательное для него.

## История создания
К роману «Княгиня Лиговская» Лермонтов приступил в 1836 году. Свидетельством того, что отдельные сюжетные линии имеют прямое отношение к личным обстоятельствам его жизни, являются письма, адресованные родственнице и близкому другу поэта — Александре Верещагиной (в замужестве — Хюгель). В одном из них, написанном, по данным исследователей, весной 1835 года, поэт упоминает о разрыве отношений с Екатериной Сушковой и слухах о замужестве Варвары Лопухиной (m-lle Barbe). Оба события нашли отражение на страницах романа:

Алексей мог вам рассказать кое-что о моём образе жизни, но ничего интересного, если не считать завязки моих амурных приключений с Сушковой, развязка которых была ещё более занимательна и забавна. <…> Она мне ещё передала, что m-lle Barbe выходит замуж за Бахметева. Я не знаю, должен ли я ей вполне верить, но во всяком случае я желаю m-lle Barbe жить в супружеской безмятежности вплоть до празднования серебряной свадьбы.
На отдельных страницах рукописи замечен почерк друга поэта — Святослава Раевского. Переселившись на квартиру к Лермонтову в 1836 году, он помогал ему в написании отдельных глав — прежде всего это касалось образа Красинского, а также эпизодов, связанных с деятельностью чиновников различных департаментов. Кроме того, в рукописи обнаружен автограф троюродного брата Лермонтова — Акима Шан-Гирея, участвовавшего в создании VII главы.
Зимой 1837-го в Петербурге начало распространяться стихотворение «Смерть Поэта», Лермонтов и Раевский были арестованы и сосланы, работа над романом прервалась. Летом 1838 года Лермонтов в одном из писем Раевскому упомянул о судьбе «Княгини Лиговской», признав, что роман «затянулся и вряд ли кончится, ибо обстоятельства, которые составляли его основу, переменились».
В то же время лермонтоведы отмечают, что не только «истощение реального материала» стало поводом к тому, чтобы забросить роман — причиной утраты авторского интереса к «Княгине Лиговской» могло стать зарождение нового замысла, в котором частично воплотились прежние идеи. Так, уже весной 1839 года Лермонтов создал «Бэлу», а к 1840-му завершил «Героя нашего времени»; Григорий Александрович Печорин переместился из рукописи «Княгини Лиговской» на страницы нового произведения.

## Герои и прототипы

### Женские образы
Во время работы над романом Лермонтов находился под впечатлением тех личных обстоятельств, о которых он вскользь упомянул в письме к Александре Верещагиной. Так, история Печорина и Елизаветы Негуровой напоминает взаимоотношения Лермонтова и Екатерины Сушковой. Они познакомились весной 1830 года в Москве; Екатерине Александровне был адресован стихотворный сушковский цикл, представлявший собой «лирический дневник юноши». Через четыре года поэт, встретив Сушкову в Петербурге, вновь начал оказывать ей знаки внимания; добившись взаимности, он написал девушке анонимное письмо, поставившее точку в отношениях. Почти точно так же повёл себя герой «Княгини Лиговской» Григорий Печорин по отношению к Елизавете Николаевне Негуровой.
Исследователи, сравнивая анонимные письма, адресованные Негуровой — в романе и Сушковой — в действительности, находят немало точек пересечения:

| Он с вами пошутил. Он недостоин вас; он любит другую. Все ваши старания послужат только к вашей гибели. Свет и так указывает на вас пальцем. Скоро он совсем от вас отворотится. Остаюсь ваш покорнейший слуга Каракуля. Из письма Печорина Негуровой |  | Он не женится на вас, поверьте мне; покажите ему это письмо, он прикинется невинным, обиженным, <…> прочтёт вам длинную проповедь или просто признается, что притворялся, да ещё посмеётся над вами. Вам неизвестный, но преданный вам друг NN. Из письма Лермонтова Сушковой |

Образ княгини Лиговской близок другой возлюбленной Лермонтова — Варваре Лопухиной. Их история началась в 1831 году, когда поэт был студентом. По воспоминаниям Акима Шан-Гирея, «чувство к ней Лермонтова было безотчётно, но истинно и сильно, и едва ли не сохранил он его до самой смерти своей». После переезда поэта в Петербург их связь прервалась: на фоне новой жизни и иных увлечений очертания Варвары Александровны ушли в тень, и Лермонтов не делал попыток поддерживать с ней отношений. Однако известие о том, что в 1835 году Лопухина (возможно, по настоянию родителей) вышла замуж за Николая Фёдоровича Бахметева, стало для поэта потрясением.

Я имел случай убедиться, что первая страсть Мишеля не исчезла.
Мы играли в шахматы, человек подал мне письмо; Мишель стал читать его,
но вдруг изменился в лице и побледнел. Я испугался и хотел спросить, что такое,
но он, подавая мне письмо, сказал: «Вот новость — прочти», — и вышел из комнаты.
Это было известие о предстоящем замужестве Лопухиной.

Из воспоминаний Акима Шан-Гирея

Имя и фамилия героини — Вера Лиговская — были придуманы Лермонтовым ещё до начала работы над романом: впервые это сочетание встречается в драме «Два брата» (1836), сюжетная канва которой, как полагают исследователи, также является откликом на личные переживания автора — в произведении речь идёт о встрече главного героя с бывшей возлюбленной, ставшей во время разлуки чужой женой.
Биограф поэта Павел Висковатов одним из первых отметил близость романных и реальных событий: в книге «Жизнь и творчество Лермонтова», частями печатавшейся в «Русской мысли» в начале 1880-х и вышедшей отдельным изданием в 1891 году, он писал, что в истории юношеской любви, возникшей между Жоржем и Верочкой («Княгиня Лиговская», глава V), имена героев можно было бы заменить на Варю и Мишеля. Доказательством того, что во время работы над романом автор непрестанно думал о Лопухиной и его «творчество истекало из переживаемого», служит, по мнению Висковатова, акварельный портрет Варвары Александровны, сделанный Лермонтовым: изображённая на нём молодая женщина является почти точной копией княгини Лиговской, когда она «в утреннем атласном капоте и блондовом чепце сидела небрежно на диване».

### Печорин и Красинский
Жизненные обстоятельства Григория Печорина совпадают со многими вехами из биографии Лермонтова: оба были студентами; и тот, и другой сменили «фрак московского недоросля на мундир с эполетами». При этом в главном герое романа проглядываются черты человека, который в 23 года чувствует себя душевно уставшим и смотрит на мир (особенно на столичный свет) с лёгким презрением. Обладая блестящим умом и незаурядными способностями, он в то же время отличается редкой чёрствостью и цинизмом. По мнению авторов Лермонтовской энциклопедии, к созданию образа Печорина Лермонтова подтолкнул «Евгений Онегин»; подтверждением тому являются и «перекличка» фамилий (Онегин — Печорин), и эпиграф («Поди, поди! раздался крик!»), представляющий собой прямую цитату из пушкинского романа, и даже неточность, обнаруженная исследователями в рукописи «Княгини…»: изначально автор вместо фамилии своего персонажа случайно вывел имя Евгений.
Версии о возможном прототипе Красинского у исследователей расходятся. Так, Висковатов был убеждён, что этот персонаж — внешне и характером — близок Святославу Раевскому. Возможные сомнения, связанные с тем, что чиновнику в романе — особенно в начальных главах — присуща некоторая задавленность (отнюдь не свойственная соавтору и близкому другу Лермонтова), Висковатов опровергал двумя доводами: во-первых, в продолжении «Княгини Лиговской» роль Красинского могла измениться; во-вторых, на фоне Печорина он «выставлен скорее с хорошей стороны». Авторы Лермонтовской энциклопедии, в свою очередь, считают, что этот образ стал собирательным и сложился под влиянием разговоров с коллегами Раевского, служившими в департаменте государственного имущества.
Красинский — антипод Печорина: в отличие от гвардейского офицера, имевшего «наружность вовсе не привлекательную», он высок, симпатичен и способен располагать к себе людей с первой же встречи. Своей «интенсивной эмоциональностью» Красинский напоминает героев романтических произведений Лермонтова; вместе с тем бедность и «социальный эгоизм» сближают его с «маленькими людьми» из произведений Гоголя и «униженными» петербуржцами из романов Достоевского. Контрастность образов раскрывается также с помощью описания обстановки, в которой живут герои. Если в комнате Красинского на видном месте лежит 25-копеечная книга «Легчайший способ всегда быть богатым и счастливым», то в доме Печорина автор акцентирует внимание на «лоснящихся дубовых дверях с модными ручками», «драпировке над окнами в китайском вкусе» и картине на стене, представляющей собой «глубокую мрачную фантазию».
Лермонтоведы предполагают, что взаимная неприязнь двух героев, порождённая столкновением на Вознесенской улице, в продолжении романа могла бы перерасти в «любовное соперничество». Конфликты, обозначившиеся в «Княгине Лиговской», впоследствии реализовались в «Герое нашего времени»:

Петербургская жизнь Печорина внешне выглядит как предыстория «Героя…», где есть несколько намёков на неё в тексте. Однако это не единая биография одного и того же лица: связь между произведениями не сюжетная, а генетическая, и «Княгиню…» следует рассматривать как этап замысла романа о современном Лермонтову герое.

### Другие действующие лица
Среди второстепенных персонажей романа выделяется сестра Печорина Варвара; по замечанию Лермонтова, эта шестнадцатилетняя барышня могла не думать о приданом, потому что благодаря «хорошенькому личику и блестящему воспитанию» имела шанс удачно выйти замуж и не повторить ошибок Негуровой, которая к двадцати пяти годам превратилась в «старую деву».
Кроме того, в романе присутствует целая галерея типов, созданных методом пародийных мини-зарисовок. Такого рода «массовка» изображена в 9-й главе, рассказывающей о гостях в доме баронессы Р. Персонажам, прибывшим на бал, присуща «некоторая типологическая стадность»; по стилю эта сцена близка «Евгению Онегину» («Тут было всё, что есть лучшее в Петербурге» — у Лермонтова; «Тут был однако цвет столицы» — у Пушкина), а также повести Гоголя «Невский проспект».
Столь же саркастично Лермонтов рассказывает о визитёрах, приехавших на званый обед, устроенный матерью Печорина. Парадное мероприятие превращается в «ярмарку тщеславия», на которой каждый из гостей стремится «предъявить претензию на ум, покичиться своим богатством, знатностью, положением». По мнению литературоведа Бориса Томашевского, Лермонтов сознательно стремился к тому, чтобы сделать отдельных светских персонажей максимально узнаваемыми; при этом, наделяя Печорина некоторыми личными качествами, автор не щадил и себя.

## Литературные параллели

### Тема пьедестала
В 1832 году была опубликована новелла французского писателя Жюля Жанена «Пьедестал», главный герой которой, пытаясь найти для себя место в блестящем обществе, создаёт собственную формулу успеха. Образование, бизнес, литературный талант, а также состоятельная женщина могут, по мнению прибывшего в Париж молодого провинциала, стать тем пьедесталом, который позволит даже незаметному человеку сделать карьеру. Тема пьедестала, на который можно взойти с помощью женщины, на каком-то этапе завладела и сознанием Лермонтова.
В письме Александре Верещагиной, датированном 1835 годом, поэт откровенно признаётся, что, возобновив ухаживания за Екатериной Сушковой, он не испытывал особых чувств: поначалу эти «амуретки» воспринимались им как игра, позже к ней добавился элемент прагматизма:

Вступая в свет, я увидел, что у каждого был какой-нибудь пьедестал: хорошее состояние, имя, титул, связи… Я увидел, что если мне удастся занять собою одно лицо, другие незаметно тоже займутся мною, сначала из любопытства, потом из соперничества.
J’ai vu en entrant dans le monde que chacun avait son piédestal: une fortune, un nom, un titre, une faveur… j’ai vu que si j’arrivais à occuper de moi une personne, les autres s’occuperont de moi insensiblement, par curiosité avant, par rivalité après.
Те же самые побуждения Лермонтов развил и в «Княгине Лиговской»: Печорин, прибыв в столицу, долго пытается найти тот пьедестал, «вставши на который, он бы мог заставить толпу взглянуть на себя»; в итоге его выбор пал на Елизавету Николаевну Негурову, с помощью которой герой рассчитывал приобрести светскую известность.

### Гоголевские мотивы
В «Княгине Лиговской» Лермонтов делает чуть ли не единственную в русской литературе попытку синтезировать художественную манеру двух писателей — Гоголя и Пушкина. <…> Идя вслед за Пушкиным и рядом с Гоголем, он впитывал, как всякий гений, всё многообразие литературной жизни и литературных форм, отбирая живое, отметая отжившее и создавая новое.
Описывая столичный уклад жизни, Лермонтов в определённой степени использует поэтику петербургских повестей Гоголя. Вслед за автором «Шинели», «Носа» и «Портрета» он движется по большому городу во всех направлениях, показывая читателю дворы-колодцы, респектабельные гостиные, грязные каморки. Гоголь в «Невском проспекте» использует приём, который литературоведы назвали «овеществлением лиц»; его особенность заключается в том, что автор вместо описания человека даёт представление о его одежде. Эта творческая манера зафиксирована и в «Княгине Лиговской»: «Лакей подсадил розовый салоп в блестящий купе, потом вскарабкалась в него медвежья шуба».
Сходство с другим, более поздним, произведением Гоголя — «Мёртвыми душами» — наблюдается в сценах, требующих обобщённой характеристики большой группы персонажей. Так, если гоголевскую вечеринку у губернатора посетили «мужчины двух родов» — тоненькие и толстые, то на лермонтовский бал к баронессе Р. явились кавалеры, которых автор разделил на «два разряда» — одни без устали танцевали, другие наблюдали за действом «с важной осанкой и гордым выражением лица». Влияние Гоголя чувствуется в совмещении прозы и поэзии (эти стилевые особенности заметны в эпизоде званого обеда в доме Печориных), а также использовании родителями Елизаветы Негуровой просторечных слов (вплоть до вульгаризмов).

### Влияние Пушкина
Исследователи отмечают, что если близость к Гоголю обнаруживается в бытовых сценах романа, то воздействие Пушкина ощущается при разработке характеров. Прежде всего это касается Печорина, образ которого создавался под влиянием «Евгения Онегина» — это произведение «постоянно стояло перед глазами автора „Княгини Лиговской“». У героев двух романов много общего: склонность к любовным интригам, некоторая зависимость от мнения светского общества, сопровождающаяся в то же время презрением к нему. Однако Печорин по характеру жёстче и увереннее своего «литературного брата», его не пугают трудности, влечёт борьба; в его характере есть победительная сила, потому что «он знал аксиому, что поздно или рано слабые характеры покоряются сильным и непреклонным».
Пушкинские мотивы присутствуют в «Княгине Лиговской» то в виде прямых цитат («Какая смесь одежд и лиц»), то в слегка заретушированных извлечениях из «Евгения Онегина» («Он получил такую охоту к перемене мест»), то как парафраз отдельных стихотворных строк.

## Художественные особенности

### Переход от романтизма к реализму
До «Княгини Лиговской» Лермонтов уже имел опыт работы в прозе: в 1832 году он начал писать роман «Вадим», представлявший собой «лирическую исповедь», в которой отразились мятежные порывы юного автора. Произведение так и осталось незавершённым; исследователи полагают, что в процессе работы Лермонтов осознал: «век романтических Дон Кихотов проходит».
«Княгиня Лиговская» продемонстрировала стремление писателя максимально дистанцироваться от прежних пафосно-возвышенных настроений, однако «печать переходности» в романе всё-таки присутствует. В первую очередь это касается образа Печорина, внешность и характер которого «получены в наследство» от Вадима (правда, в несколько смягчённом варианте). Так, они оба подчёркнуто некрасивы; при этом Вадим откровенно безобразен, а Григорий Александрович — просто неказист. И в том, и в другом персонаже обнаруживаются черты демонизма — в большей либо меньшей степени. Их родство проявляется также в отсутствии дара сочувствия к боли других людей; и Вадим, и Печорин холодны и безжалостны. Элементы романтизма заметны и в прорисовке характера Красинского, предшественниками которого являются неистовые герои из раннего творчества Лермонтова.

Нельзя сказать, что романтический элемент в характеристике Печорина вытравлен до конца. Некоторый романтический налёт остаётся и в «Герое нашего времени». Но пропорция патетического романтизма в «Вадиме» и «Княгине Лиговской» несоизмеримы.— Борис Томашевский

### Элементы светской повести
С традициями светской повести связана наметившаяся в романе сказовая манера повествования: она характеризуется более широким использованием разговорной лексики и более заметной примесью синтаксических конструкций живой устной речи с её бытовыми интонациями, большей экспрессией, чем в стиле книжно-описательного повествования той поры.
Элементы светской повести, являющейся одним из вариантов романтической прозы, введены в те сцены, где необходимо соблюсти «протокольную достоверность» описываемых событий. Заявка на скрупулёзность при воспроизведении места и времени дана уже в начале произведения, когда автор сообщает, что действие происходит 21 декабря 1833 года в четыре часа дня на Вознесенской улице. Далее внимание к такого рода деталям наблюдается в разных главах: читателю сообщается, что в Александринском театре идёт четвёртое представление «Фенеллы», а во время званого обеда гости обсуждают одну из последних светских новостей — Петербург ждёт картину Брюллова «Последний день Помпеи».
Предельная «топографическая» дотошность при описании маршрутов, по которым перемещаются герои, дала основание писателю Науму Синдаловскому назвать «Княгиню Лиговскую» «одним из самых „петербургских“ произведений Лермонтова»: «Действие разворачивается в совершенно конкретных и реальных декорациях Петербурга — на Невском и Вознесенском проспектах, Екатерининском канале и Миллионной улице».
На протяжении всего романа автор ведёт диалог с читателем, в котором хочет видеть просвещённого человека, способного понимать намёки, послания и рассуждения, а также владеющего «„искусством“ реконструировать избитые штампы». Обращаясь к воображаемому собеседнику, Лермонтов называет его «строгим», «почтенным», «любезным» и даже «возможным» (когда речь идёт о читателях грядущих поколений). Стремление автора к общению идёт опять-таки от «Евгения Онегина»; в то же время оно восходит к традициям светской повести.

## Комментарии
1. ↑  Мнения исследователей о месте ударения в фамилии княгини расходятся. Т. П. Ден в примечаниях к роману в шеститомном собрании сочинений Лермонтова (1957 г., издательство Академии наук) считает, что  «трудно сказать, как ставил Лермонтов ударение в фамилии Лиговских. Вернее всего, что Лермонтов связывал эту фамилию с местностью Ли́гово и ставил ударение на первом слоге. Поэтому отступление от привычного ударения в реплике малограмотного человека подчёркнуто особо — знаком ударения: «… жандарм крикнул, и долговязый лакей повторил за ним: „карета князя Лиговско́ва!“» (стр. 138, строка 11). Окончание «ой» в именительном падеже фамилии Лиговской по орфографии того времени одинаково возможно как при ударении на окончании, так и при ударении на основе»[1]. С другой стороны, в более позднем четырёхтомном собрании сочинений (1981 г., издательство «Наука», примеч. И. С. Чистовой и др.) в первой же строке примечаний к роману говорится: «Незаконченный роман „Княгиня Лиговска́я“ (ударение указано в рукописи) был впервые опубликован в 1882 г.»[2]